# Margaret Anglin
Mary Margaret Anglin (3 de abril de 1876-7 de enero de 1958) fue una actriz, directora y productora de teatro canadiense.

## Carrera

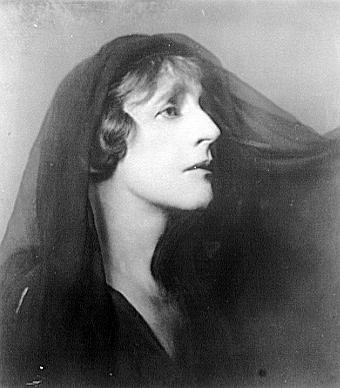
Margaret Anglin representando a Electra

Margaret Anglin nació en Ottawa, Canadá, hija menor del político Timothy Anglin (1822–1896) y de Ellen MacTavish. Obtuvo su grado en artes dramáticas en el "Empire School of Dramatic Acting" en la ciudad de Nueva York en 1894. Sus habilidades para la actuación atrajeron la atención del productor teatral Charles Frohman, el cual le dio la oportunidad de hacer su debut sobre las tablas en 1894 en la producción Shenandoah de Bronson Howard.
En 1896 actuó junto al actor James O'Neill. Hizo su primera aparición en Broadway en 1898, en la obra "Lord Chumley", y logró un reconocimiento considerable caracterizando a "Roxane" en la obra Cyrano de Bergerac, junto a Richard Mansfield. 
En 1911, Margaret Anglin se convirtió en ciudadana estadounidense, tras casarse con el actor Howard Hull. En 1929, insistió en que a su esposo se le diera un papel en Broadway nuevamente, luego de casi 20 años sin actuar. Al recibir una respuesta negativa se retiró de la escena hasta 1936, en la que sería su última aparición en Broadway. Anglin se rehusó a sacrificar su talento en el teatro, llevándolo a la floreciente industria del cine.
Protagonizó la versión original del programa radiofónico Orphans of Divorce cuando se realizaba en formato semanal nocturno.
Margaret Anglin regresó a su natal Canadá en 1953, donde falleció en 1958.